# Christian Friedrich Hornschuch
Christian Friedrich Hornschuch, född 21 augusti 1793, död 25 december 1850, var en tysk botaniker.
Hornschuch var professor i naturalhistoria och föreståndare för botaniska trädgården i Greifswald. Dels var han en framstående bryolog, dels fick han en stor betydelse för skandinavisk botanik genom utgivandet (tillsammans med Carl Traugott Beilschmied) av Archiv skandinavischer Beiträge zur Naturgeschichte, vari han i översättning meddelade sådana avhandlingar av nordiska forskare, som annars skulle ha blivit okända för den övriga lärda världen.